# Narodowe Obserwatorium Kitt Peak

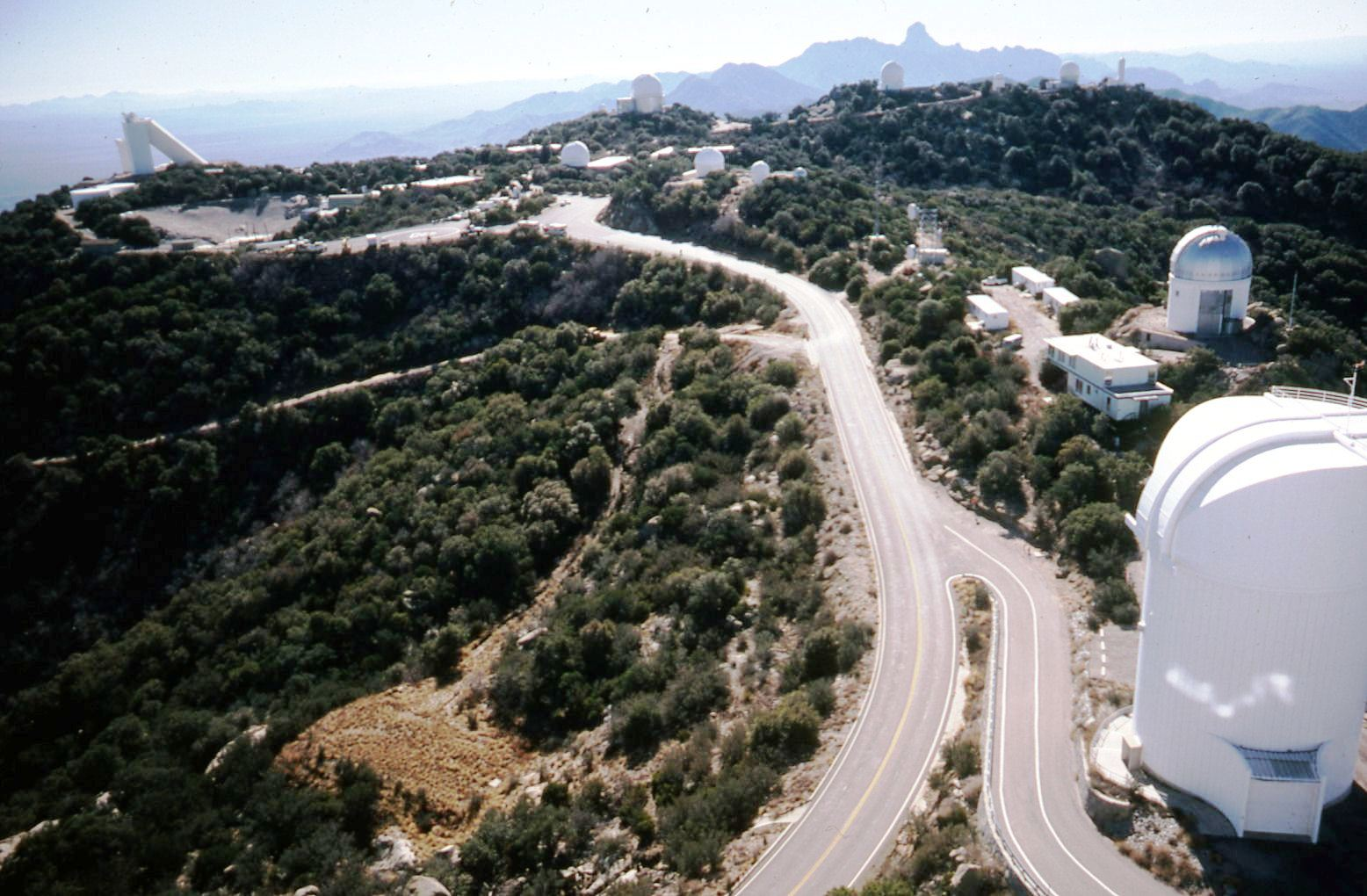
Widok Obserwatorium Kitt Peak w 1988 roku z kopuły 4-metrowego teleskopu Nicholasa U. Mayalla. Po lewej w oddali widoczny jest teleskop słoneczny McMatha-Pierce’a. Blisko po prawej – kopuła teleskopu Boka (2,3 m) będącego własnością Steward Observatory. Na horyzoncie widoczny jest charakterystyczny ząb góry Baboquivari Peak, która jest – podobnie jak Kitt Peak – świętą górą Indian Tohono O’odham.

Narodowe Obserwatorium Kitt Peak (ang. Kitt Peak National Observatory, KPNO) – obserwatorium astronomiczne, znajdujące się na szczycie góry Kitt Peak w Górach Quilan na Pustyni Sonora w Arizonie w Stanach Zjednoczonych, 88 km na południe od Tucson. Zlokalizowane jest na wysokości 2 096 m n.p.m.
Obserwatorium wchodzi w skład National Optical Astronomy Observatory (NOAO), jednak niektóre tu zlokalizowane instrumenty są własnością innych instytucji. Liczące 26 niezależnych teleskopów obserwatorium jest obecnie największą tego typu instytucją na świecie.

## Historia
Góra Kitt Peak została wybrana na obserwatorium w 1958 roku przez jego późniejszego dyrektora Adena B. Meinela w ramach kontraktu z National Science Foundation. Wydzierżawiono teren od Indian Tohono O’odham (dzierżawa wieczysta powierzchni 2400 akrów, czyli ok. 970 ha, z roczną opłatą w wysokości 10 dolarów za każdy akr).
Początkowo powołano organizację Association of Universities for Research in Astronomy do zarządzania obserwatorium, jednak w 1982 roku Obserwatorium na Kitt Peak stało się częścią nowo powołanego National Optical Astronomy Observatory, wspólnie z 3 innymi ośrodkami obserwacyjnymi.

## Współczesne wyposażenie
| Obecnie w KPNO pracują m.in. następujące instrumenty: - teleskop Ritcheya–Chrétiena im. Nicholasa U. Mayalla (o średnicy zwierciadła 4 m) - reflektor Ritcheya-Chrétiena (3,5 m) i teleskop (0,9 m) konsorcjum WIYN - szerokokątna kamera Boka (2,3 m) będąca własnością Steward Observatory - reflektory o średnicach 2,1, 1,3 i 0,4 m - największy na świecie teleskop słoneczny McMatha-Pierce’a - radioteleskop ARO o średnicy zwierciadła 12 m (Steward Observatory) - teleskopy Projektu Spacewatch o średnicach 1,8 m i 0,9 m (Steward Observatory) - spektrograf coudé - 3 automatyczne teleskopy konsorcjum RCT - jeden z teleskopów odzyskanych z Obserwatorium MMT (1,8 m). |

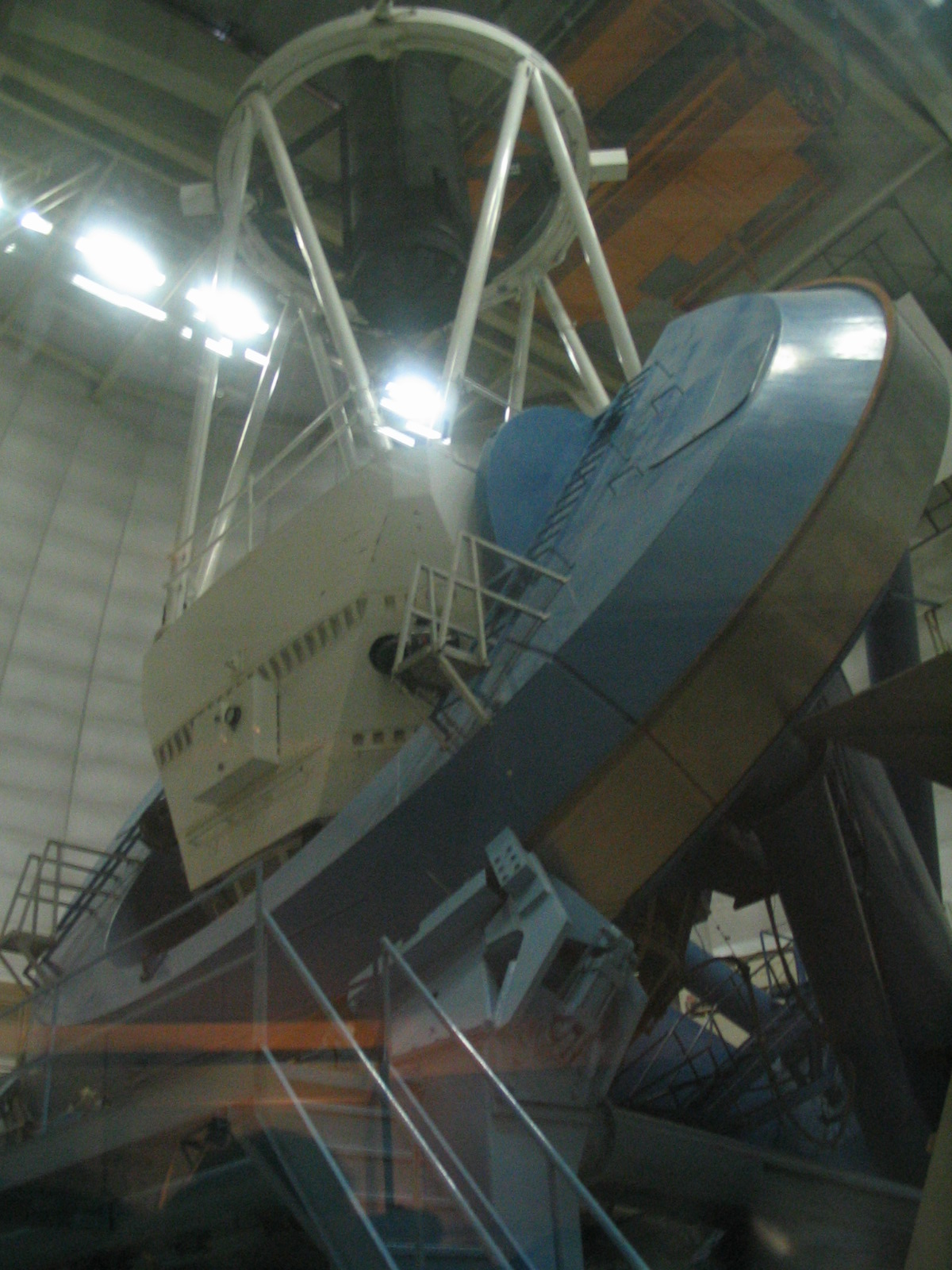
Teleskop Mayalla

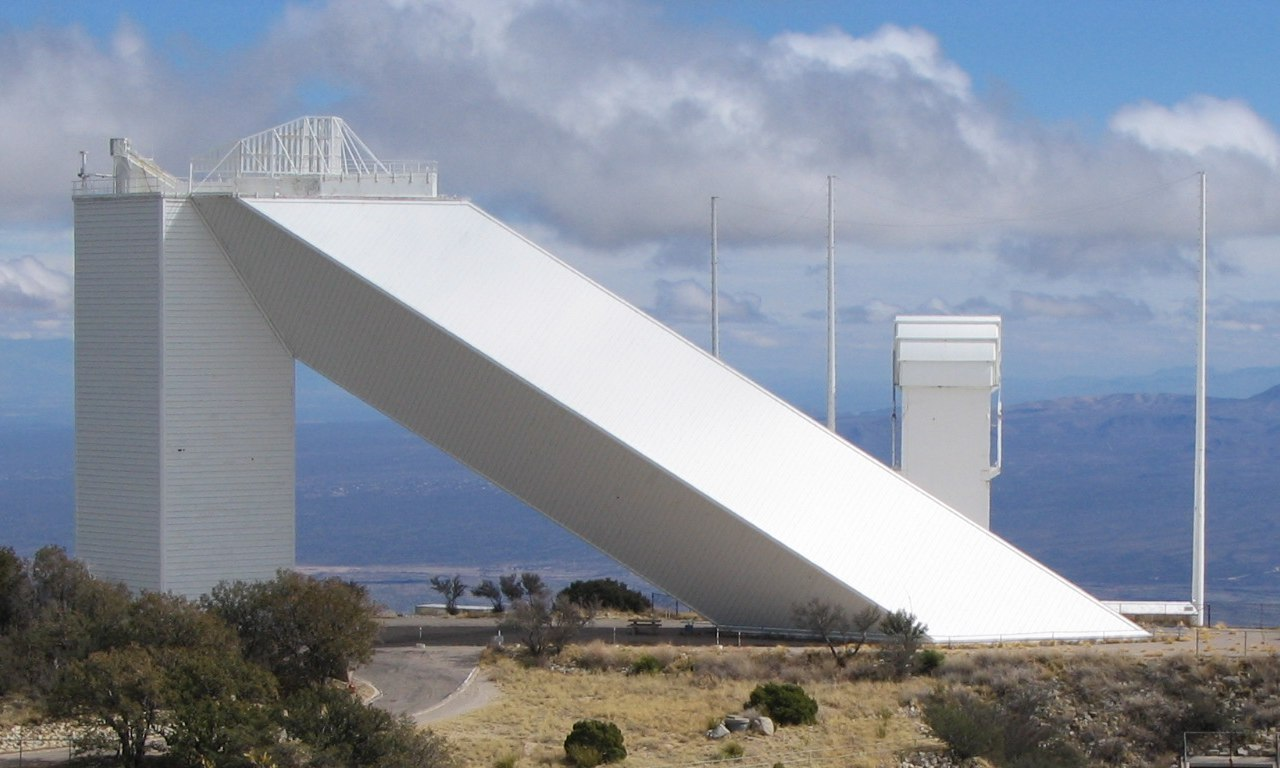
Słoneczny teleskop McMatha-Pierce’a